# The Big Short (Film)
The Big Short (dt. etwa Das große Shorten oder Der große Leerverkauf) ist ein US-amerikanischer Film von Adam McKay, der am 12. November 2015 beim AFI-Fest seine Premiere feierte und am 11. Dezember 2015 in ausgewählte US-Kinos kam. In Deutschland erschien der Film am 14. Januar 2016. Der Film basiert auf dem Buch The Big Short: Inside the Doomsday Machine von Michael Lewis.
Der Film wurde im Rahmen der Oscarverleihung 2016 in fünf Kategorien nominiert. Ausgezeichnet wurde er letztlich für das beste adaptierte Drehbuch.

## Handlung
Der Film verfolgt drei parallel verlaufende Handlungsstränge der Protagonisten Michael Burry, das Investmentteam um Mark Baum und das Fondsmanager-Duo Charlie Geller und Jamie Shipley.
Der schrullige Hedgefonds-Manager Michael Burry erkennt die sich anbahnende Blase am US-Immobilienmarkt und sieht die darauf folgende Finanzkrise kommen. Er analysiert die Lage akribisch und hinterfragt insbesondere die Praktik der großen Investmentbanken, sichere Hypothekenbestände mit risikoreichen Beständen zu vermischen und diese Pakete (CDOs) dann von den Ratingagenturen hoch bewerten zu lassen, um sie gewinnbringend an andere Finanzinstitute weiterzuverkaufen. Um dieses Wissen nun zu nutzen, versucht er schließlich, mit den Mitteln seines eigenen Fonds mit einem neu kreierten Finanzinstrument auf den abzusehenden Kurseinbruch zu wetten (siehe auch Long und Short). Seine Geschäftspartner aber, zumeist Mitarbeiter anderer Banken, belächeln ihn als Sonderling, bieten ihm jedoch in Anbetracht scheinbar sicherer Gewinne speziell aufgelegte Credit Default Swaps (CDS - eine Art Versicherung auf den Ausfall von Bonds) an, die Burry in großer Zahl in den Fonds aufnimmt. Auch Burrys Kunden ärgern sich über seine in ihren Augen falschen Annahmen und hohen Versicherungsprämien – die den Fondswert binnen sechs Jahren komplett aufzehren würden – und drohen ihm, ihr Kapital aus seinem Fonds abzuziehen.
Mark Baum ist der Leiter eines kleineren Investmentunternehmens, welches unter dem Dach von Morgan Stanley tätig ist. Seit dem Suizid seines ebenfalls im Finanzsektor tätigen Bruders ist er ein desillusionierter Zyniker. Die in seinen Augen heuchlerische und gierige Finanzbranche ist ihm verhasst, trotzdem arbeitet er weiterhin in der Branche.
Durch eine Namensverwechslung kommen er und sein Team mit dem Makler Jared Vennett in Kontakt, der sie auf Burrys Geschäfte aufmerksam macht. Vennett arbeitet für die Deutsche Bank und kennt das Risiko der Immobilienblase. Er selbst ist an den beträchtlichen Provisionen beim Verkauf der CDSs interessiert und trägt dabei kein Risiko. Er überzeugt Baum, ebenfalls CDSs in sein Portfolio aufzunehmen. Baum ist zunächst skeptisch. Baums Team recherchiert in Florida, wo sie zahlreiche leerstehende Häuser in einer Wohnanlage und einige Merkwürdigkeiten entdecken. So hat beispielsweise ein Hausdarlehensnehmer den Vertrag auf den Namen seines Hundes abgeschlossen. Anschließend sprechen sie mit zwei privaten Kreditvermittlern, die ihr Geld mit dem Verkauf von Immobilienkrediten verdienen. Ohne irgendeine Erfahrung haben sich die beiden darauf spezialisiert, vor allem Immigranten sogenannte „Ninja-Kredite“ (No Income, No Job, No Assets) zu verkaufen, da diese oft nur schlecht Englisch sprechen und so die komplizierten Verträge nicht verstehen. Da die beiden für Kredite mit variablem Zinssatz die fünffache Provision bekommen, verkaufen sie ausschließlich diese, auch wenn ein Ansteigen des Zinssatzes bedeutet, dass die Schuldner den Kredit nicht mehr bedienen können. Das von ihnen vertriebene Geschäftsmodell ist auch für ihre Klientel – noch – lukrativ, da sie bei bisher steigenden Immobilienwerten und niedrigen Zinsen ihre Grundstücke und Häuser regelmäßig nachbeleihen können. Baum erkennt, dass der Markt nur unter diesen beiden Bedingungen weiter funktionieren kann. Und die Zinsen steigen zu diesem Zeitpunkt bereits, wenn auch moderat, während die Immobilienpreise stagnieren und zu fallen drohen. Als Extrembeispiel wird eine Stripperin genannt, die ohne geregeltes Einkommen oder Eigenkapital fünf Häuser und eine Eigentumswohnung komplett durch mehrere Darlehen finanziert hat.
Charlie Geller und Jamie Shipley sind zwei junge Fondsmanager, die mit einem geringen Startkapital ihr Portfolio über Jahre hinweg mühsam auf 30 Mio. USD aufgepäppelt hatten. Nun sind sie eigentlich auf der Suche nach einer Partnerbank, um größere Geschäfte tätigen zu können, als sie durch Zufall auf Vennetts Verkaufsunterlagen stoßen und mit Hilfe ihres Mentors Ben Rickert ebenfalls in das Geschäft der CDSs einsteigen. Indem sie gegen den Markt wetten, können sie mit geringen eigenen Mitteln potentiell gigantische Gewinne erzielen, vor allem da sie auch gegen relativ gut bewertete CDOs wetten, da die Ratingagenturen das tatsächliche Ausfallrisiko grob unterschätzten. In großem Stil setzen also alle Beteiligten darauf, dass zehntausende Familien ihre Häuser verlieren.
Baum durchschaut das Spiel. Die von ihm ausgesprochenen Warnungen vor dieser Blase werden jedoch vom Großteil der anderen Bankiers und Manager ignoriert oder belächelt, da der Immobilienmarkt „grundsolide“ sei. Im Entwicklungszeitraum des Filmes – einige Jahre – nimmt die Ausfallrate der Subprime-Kredite zunächst allmählich und schließlich mit steigender Rasanz zu. Im Verlaufe dieser Entwicklungen, aber noch weit vor der eigentlichen Krise, wird den Banken das Ausmaß der Zwickmühle klar, in der sie stecken: Sie verkaufen die eigenen faulen Papiere an nichtsahnende Kunden und wetten nun ebenfalls gegen den Häusermarkt. In Folge verharren die Werte der CDOs, und somit bleiben auch die CDS zunächst wertlos – von den Protagonisten schnell als Manipulation entlarvt, da die CDOs mit dem Verlauf der ihnen zugrunde liegenden Immobilienkredite korrelieren sollten. Charlie und Jamie versuchen, diese Erkenntnis publik zu machen, allerdings weigert sich ein befreundeter Redakteur des Wall Street Journal, die Geschichte zu publizieren. Zu unglaubwürdig scheint ihm die Idee, dass die Banken in derart großem Maßstab betrügen, und zu groß das Risiko, durch einen kritischen Artikel seinen guten Ruf zu verlieren. 
Baum – ebenfalls beunruhigt über das Verharren der CDS – stellt eine Managerin einer Ratingagentur zur Rede. Im Verlaufe des Gesprächs tritt zu Tage, dass die Ratingagenturen mindestens ahnungslos über die Ausfallsicherheit der CDOs sind, wahrscheinlicher aber parteiisch sind und die CDOs im Sinne der ausgebenden Banken zu positiv bewerten. 
Allen Hauptakteuren wird spätestens jetzt klar, dass praktisch niemand über das Ausfallrisiko der CDOs im Klaren ist und nur sehr wenige Personen wissen, was wirklich in den CDOs eingeschnürt ist („CDOs sind Hundescheiße, und Synthetic CDOs sind Hundescheiße, eingewickelt in Katzenscheiße.“).
Mitten in einer Expertenkonferenz zu dem Thema kommt es zum Eklat: Mark Baum debattiert mit Bruce Miller, einem Banker, der immer noch nicht an die Krise glauben will. Noch während der Konferenz stürzen die Aktien von Millers Bank, Bear Stearns, plötzlich ins Bodenlose. Gleichzeitig werden die Zinsen für Interbankfinanzkredite angehoben, wodurch die Blase platzt: Da viele Hausbesitzer nun plötzlich ihre Kredite nicht mehr bedienen können, erweist sich Burrys Annahme als richtig. Er und die wenigen anderen Investmentbanker aber können durch ihre Shorts auf den Häusermarkt einen enormen Profit einstreichen. Die Investmentbanken, die vorher selbst mit ihren fragwürdigen Geschäftspraktiken zum Wachstum der Blase beigetragen haben, kommen dagegen nicht so glimpflich davon. Hunderte Banker werden arbeitslos. Selbst Morgan Stanley hält erhebliche Posten der CDOs und Mark Baum muss erkennen, dass er gegen seine eigene Bank gewettet hat und diese nun am Rande der Pleite steht. Die an sich werthaltigen CDS würden Bestandteil der Konkursmasse und somit ohne Nutzen sein. Baum veräußert – zunächst widerstrebend – die CDS vor dem erwarteten Zusammenbruch Morgan Stanleys, sodass sein Ressort innerhalb der maroden Bank einen erheblichen Gewinn verbucht und Baums Team zumindest eine Erfolgsprämie einfährt. Vennett streicht eine Provision von 47 Mio. USD ein. Geller und Shipley können ihre Shorts für immerhin 80 Mio. USD veräußern. Burrys Fonds erzielt eine Rendite von über vierhundert Prozent. Burry beschließt trotzdem, seinen Fonds aufzulösen.
Durch die massiven Kurseinbrüche, Banken-, Firmen- und Privatinsolvenzen aber gerät schließlich die gesamte Weltwirtschaft ins Wanken: Die Weltwirtschaftskrise von 2007 hat begonnen. Getroffen werden dadurch vor allem die einfachen Amerikaner, repräsentiert durch eine Familie, die ihr angemietetes Haus verliert, obwohl sie stets pünktlich ihre Miete bezahlt hat. Deren Vermieter beglich die immens gestiegenen Darlehensraten nicht mehr. Ironischerweise und bezeichnend für die bizarre Gier nach immer neuen Krediten schloss der Vermieter ein Darlehen auf den Namen seines Hundes ab.
Die Banken kommen größtenteils ungeschoren davon, nur ein einziger Banker muss ins Gefängnis. Die Verursacher der Krise, die großen Banken, werden mit Staatsgeld gerettet. Allein in den USA verlieren acht Millionen Menschen ihren Job, sechs Millionen ihr Haus.
2015 beginnen große Banken erneut damit, CDOs als sogenannte „bespoke tranche opportunity“ zu verkaufen.

## Hintergrund
Die im Jahr 2007 beginnende Finanzkrise, die Teil der Weltwirtschaftskrise war, wurde im Sommer 2007 durch die US-Immobilienkrise eingeleitet. Sie war die Folge eines spekulativ aufgeblähten Immobilienmarktes in den USA. Sprunghaft ansteigende Zinsen für Interbankfinanzkredite bewirkten das Platzen der Blase am 9. August 2007.
Der Film basiert auf dem 2010 veröffentlichten Buch The Big Short: Inside the Doomsday Machine (dt. The Big Short: Wie eine Handvoll Trader die Welt verzockte) von Michael Lewis, das noch im selben Jahr den Sprung auf die Bestsellerliste der New York Times schaffte und international beachtet wurde. Michael Burry, den Lewis in seinem Buch porträtiert, gibt es wirklich. Der Hedgefonds-Manager war der Gründer des Scion Capital LLC Hedge Fund, den er von 2000 bis 2008 verwaltete. Auch die im Film vorkommenden Figuren Atwood „Porter“ Collins, Danny Moses, Vincent „Vinny“ Daniel und Wing Chau sind reale Personen. Collins, Moses und Daniel waren bis 2006 Mitarbeiter im Team des Aktien-Gurus Steven Eisman und gründeten 2011 gemeinsam Seawolf Capital, einen Hedgefonds, der auf Investitionen in den Aktienmarkt spezialisiert ist und von ihnen gemanagt wird. Wing Chau, Präsident und Gründer von Harding Advisory, verklagte Steven Eisman und Michael Lewis später aufgrund der negativen Darstellung seiner Person im Buch The Big Short wegen Verleumdung.
Die Figuren von Mark Baum (Steve Eisman), Cynthia Baum (Valerie Feigen), Jared Vennett (Greg Lippmann), Ben Rickert (Ben Hockett), Charlie Geller (Charlie Ledley) und Jamie Shipley (Jamie Mai) sind an reale Personen angelehnt.

## Produktion

### Besetzung
Im Januar 2015 wurde bekannt, dass Christian Bale die Rolle des Hedgefonds-Managers Michael Burry, Ryan Gosling die von Jared Vennett und Brad Pitt die Rolle von Ben Rickert übernehmen würde. Der Schauspieler Steve Carell übernahm mit Mark Baum, einem Fondsmanager, der kein Blatt vor den Mund nimmt, eine Rolle, die an Eisman angelehnt ist. Im April 2015 folgten die Besetzungen der Rollen von Vincent „Vinny“ Daniel mit Jeremy Strong, von Atwood „Porter“ Collins mit Hamish Linklater, von Danny Moses mit Rafe Spall, von Wing Chau mit Byron Mann, von Jamie Shipley mit Finn Wittrock, von Georgia Hale mit Melissa Leo und von Cynthia Baum mit Marisa Tomei.
Darüber hinaus spielen Margot Robbie, Selena Gomez, Wirtschaftsnobelpreisträger Richard Thaler und der 2018 verstorbene Starkoch Anthony Bourdain in jeweils einer Szene sich selbst.

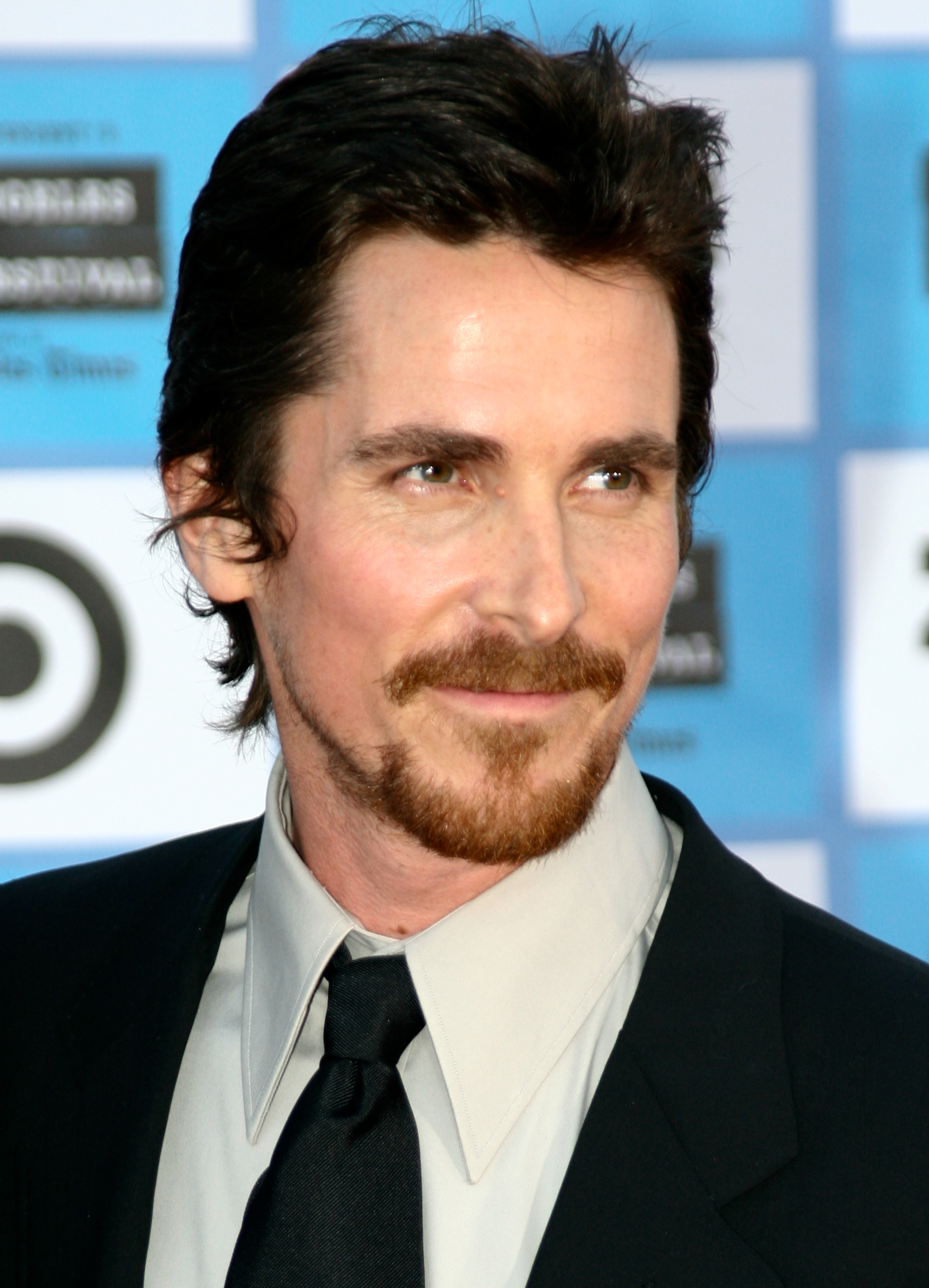
Christian Bale (2009)
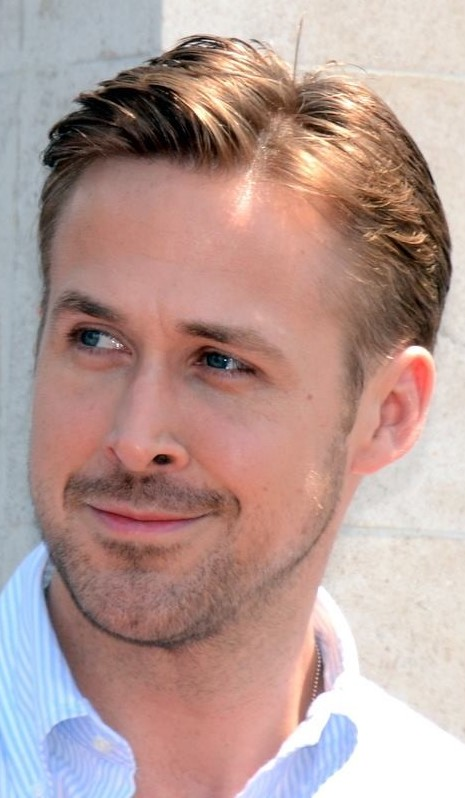
Ryan Gosling (2014)
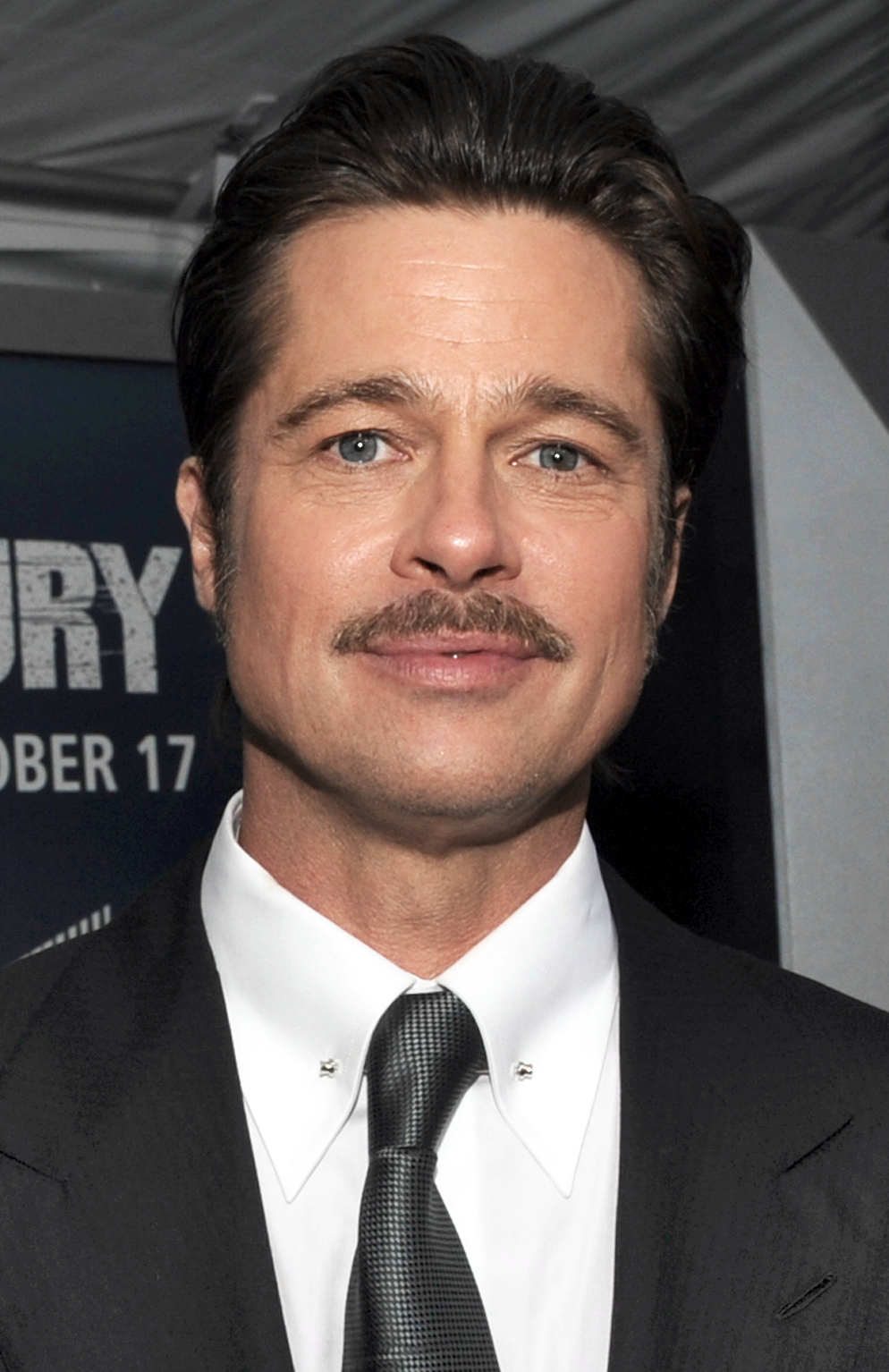
Brad Pitt (2014)
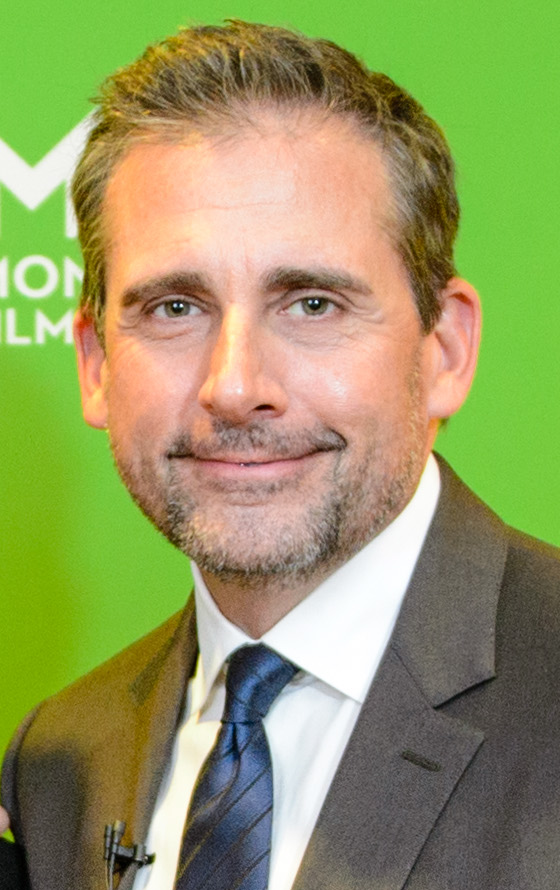
Steve Carell (2014)
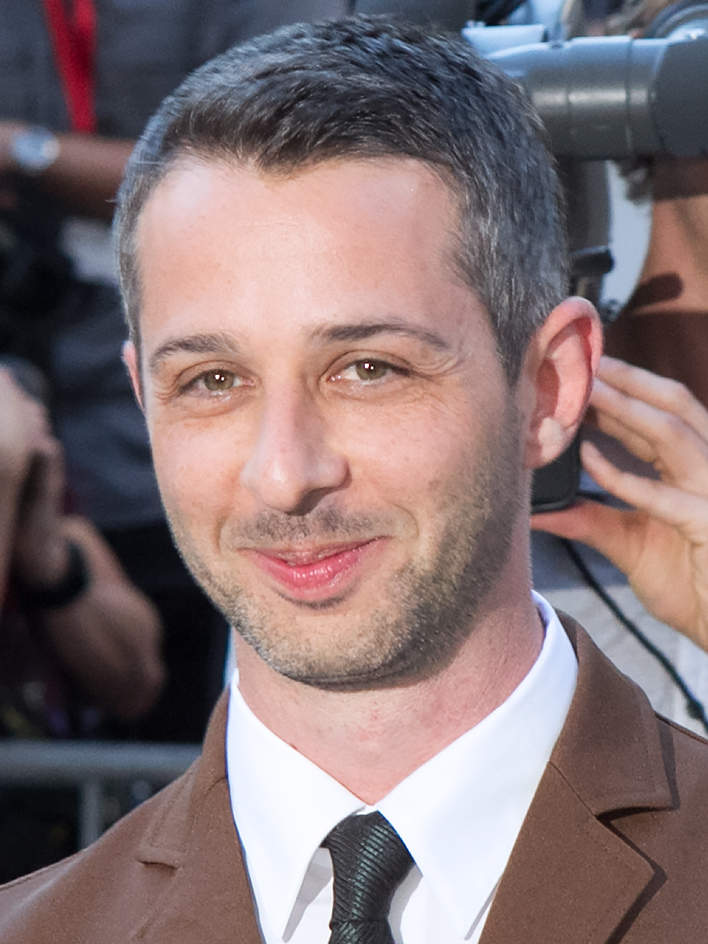
Jeremy Strong (2014)
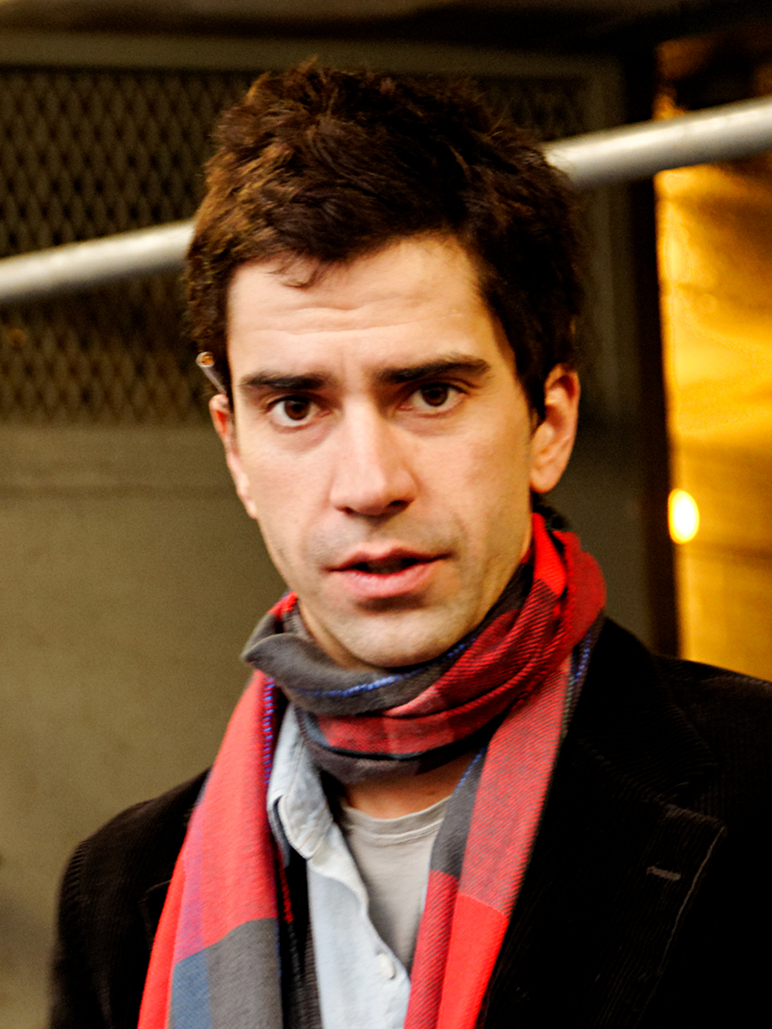
Hamish Linklater (2011)
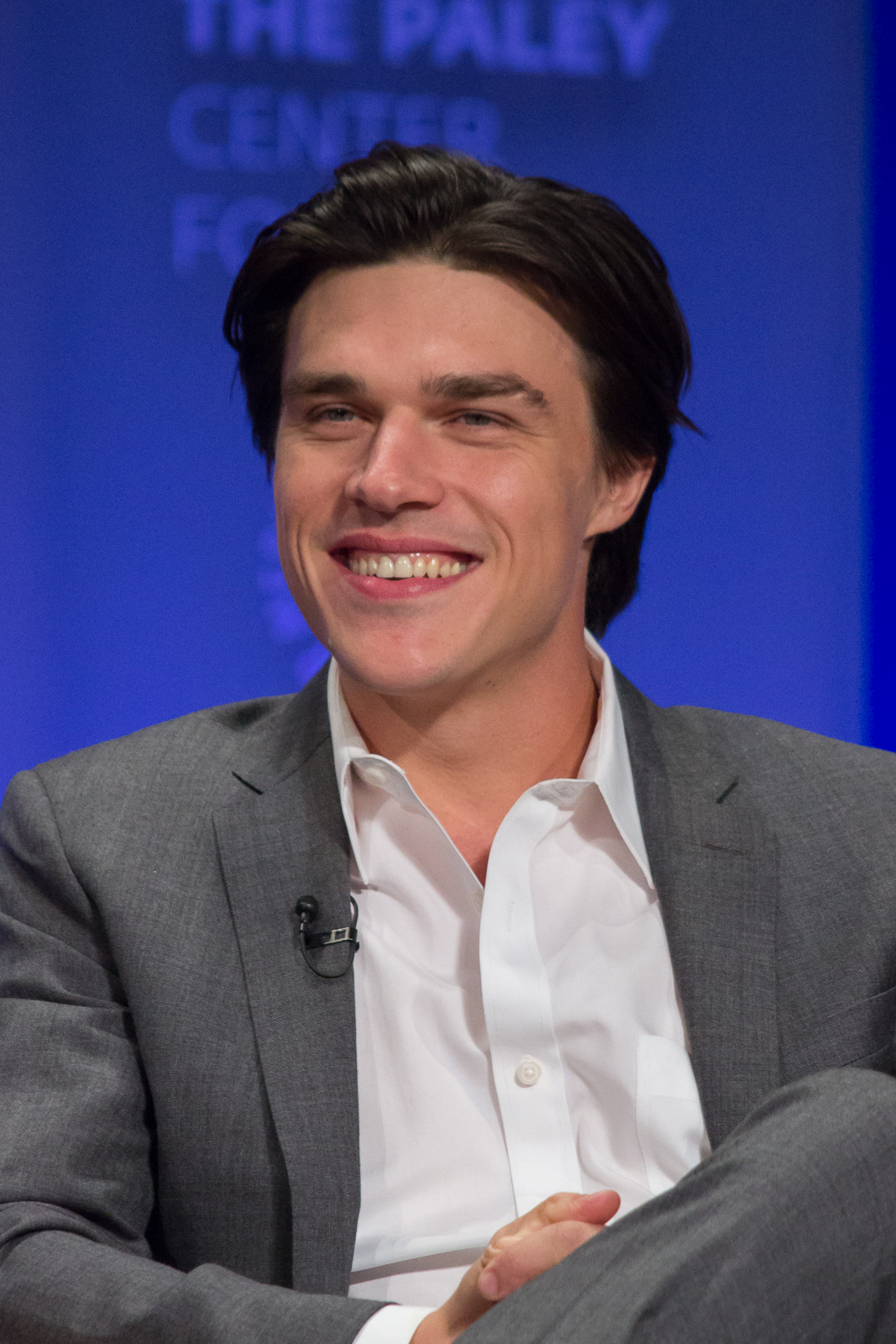
Finn Wittrock (2015)
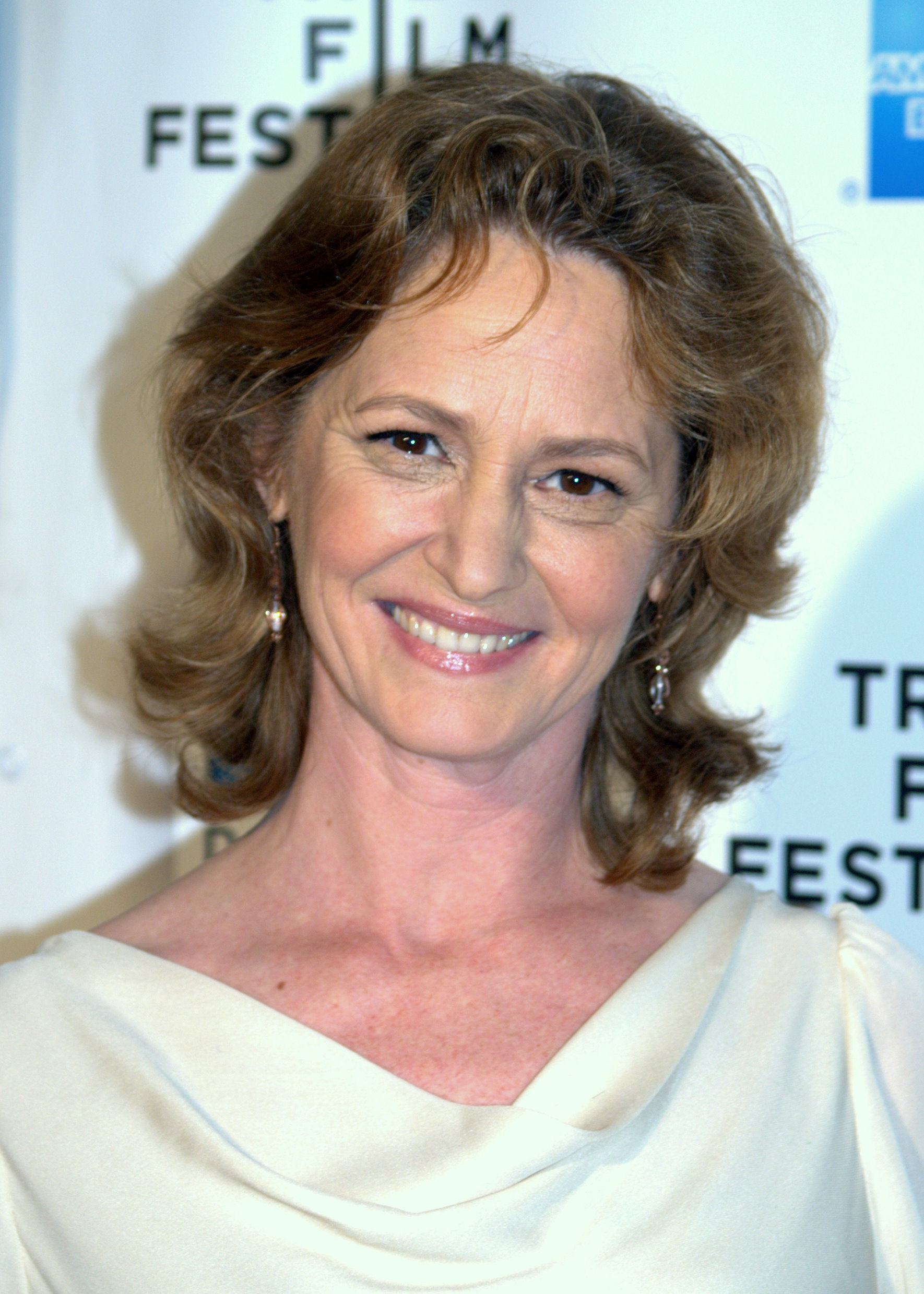
Melissa Leo (2009)
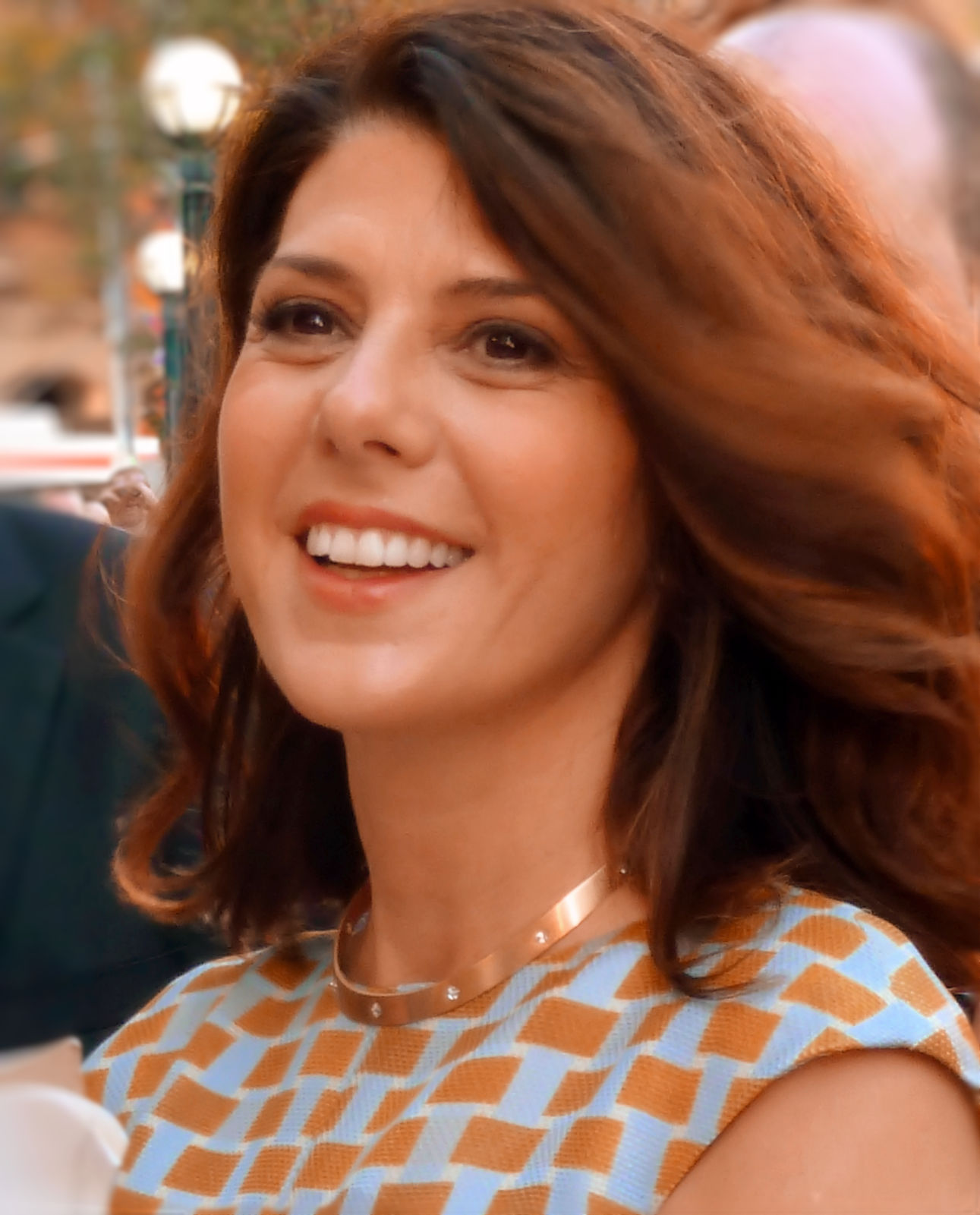
Marisa Tomei (2012)
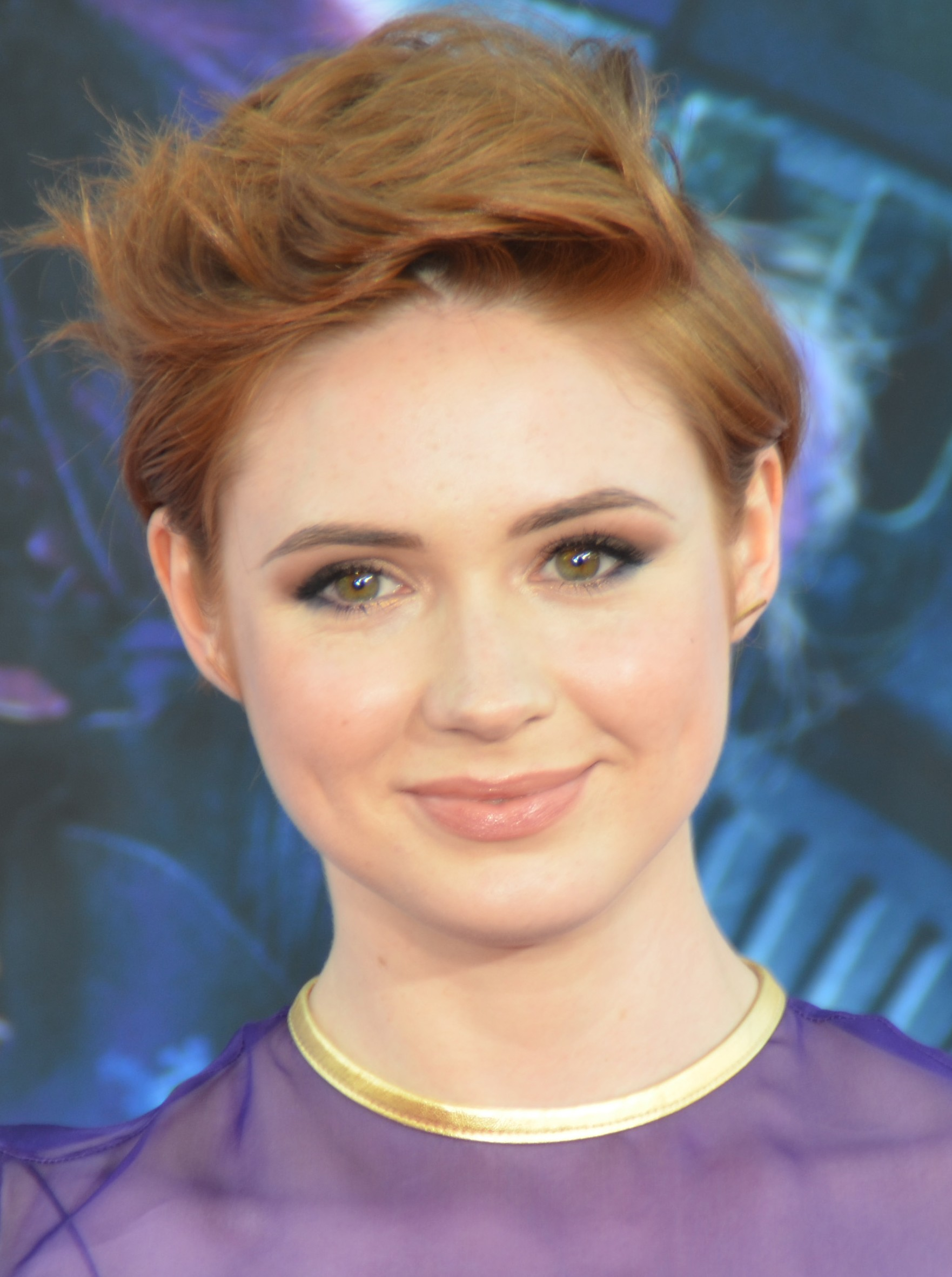
Karen Gillan (2014)

### Dreharbeiten
Die Dreharbeiten begannen am 18. März 2015 und fanden zum größten Teil in New Orleans und Las Vegas statt. Zudem wurden Szenen in einem Pub in Fulmer (England) gedreht.

## Rezeption

### Altersfreigabe
In Deutschland ist der Film FSK 6. In der Freigabebegründung heißt es: „Der dialogstarke Film bietet Kindern im Grundschulalter praktisch keine Anknüpfungspunkte, so dass sie eine emotionale Distanz zu den Geschehnissen wahren. Auch der teils harsche Umgangston der Figuren sowie vereinzelte, kurze Szenen auf einem Schießstand oder in einem Striplokal entfalten keine negative Wirkungsmacht: Sie werden von Grundschulkindern als Elemente einer fremden Erwachsenenwelt wahrgenommen, die mit ihrem eigenen Leben nichts zu tun hat.“

### Kritiken

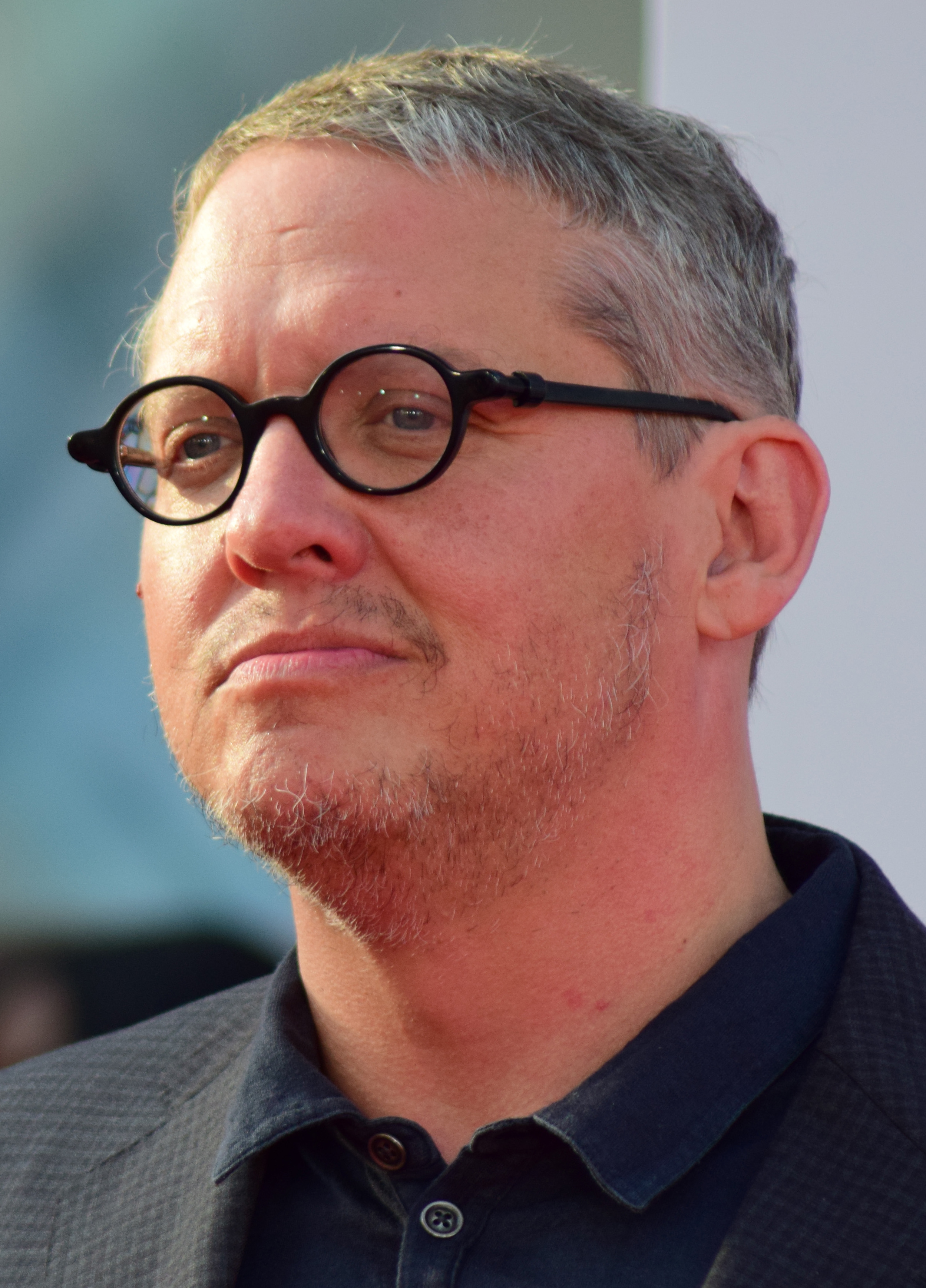
Der Drehbuchautor und Regisseur des Films Adam McKay (2015)

Der Film konnte 88 Prozent der Kritiker bei Rotten Tomatoes überzeugen bei einer durchschnittlichen Bewertung von 7,8 der möglichen 10 Punkte und erreichte auf Metacritic 81 von 100 Punkten basierend auf 45 Rezensionen (Stand: 1. November 2019).
Andrew Barker von Variety urteilt: „The Big Short ist Meilen entfernt von McKays vorherigen Filmen wie ‚Anchorman‘ und ‚Talladega Nights‘, aber ein wenig von deren Fülle bleibt und seine Versuche subtiler metaphorischer Kommentare.“ Norbert Kuls von der Frankfurter Allgemeinen Zeitung kritisiert: „Der Humor, mit dem McKay die sich abzeichnende Tragödie auflockert, fällt bisweilen etwas grob aus.“ Allerdings bemerkt Kuls auch, der Film sei „trotz des wahren Kerns an keiner Stelle so, als handele es sich um einen Dokumentarfilm.“
Der Filmdienst urteilte: „Die surreal aufgekratzte Farce entfaltet rund um die Börsenmanie ein wildes Stakkato unterschiedlicher erzählerischer Mittel, um am Ende in die moralische Forderung zu münden, dass Banken für die volkswirtschaftlichen Schäden aufkommen sollen. Der prominent besetzte Film erzählt wider Willen auch von der Schwierigkeit, politisch verbindliche Kritik am Finanzsystem mit den Mitteln des Unterhaltungskinos zu formulieren.“ Andreas Busche von epd Film meinte: „Der Film, der knapp zwei Jahre vor dem Crash beginnt, gibt sich rechtschaffen empört, moderiert sein Thema aber besonnen zwischen der Moral und dem Zynismus seiner Protagonisten.“ Christian Horn lobte bei Filmstarts.de die Montage und das Ensemble: „The Big Short ist dynamisch inszeniert – allein über die clevere assoziative Montage, die Zusammenhänge herstellt und das Gefühl des Dabeiseins beim Zuschauer verstärkt, ließe sich eine eigene Kritik schreiben –, aber emotionale Resonanz verschafft dem manchmal etwas zerklüftet wirkenden episodischen Geschehen vor allem das famose Darstellerensemble.“
Ein Kritiker von Das Film Feuilleton würdigte insbesondere die Arbeit von McKay: „Wenngleich das eloquente Drehbuch ein mehrminütiges Dialogfeuerwerk offeriert, das sich in erster Linie aus Phrasen zusammensetzt, die – vor allem in diesem Tempo! – für Normalsterbliche kaum nachvollziehbar sind, setzt Adam McKay der verbalen Reizüberflutung dermaßen raffinierte Einfälle entgegen, dass The Big Short schnell zur verständlichen Angelegenheit avanciert und darüber hinaus in seiner Gestaltung fortwährend erzählerische Dimensionen sprengt.“ Jan Küveler von der Welt am Sonntag beschreibt den Film als „ein hochmoralisches, hochkomisches Lehrstück über die Hochstapeleien der Hochfinanz“ und urteilt, es sei „der beste Film über die Finanzkrise geworden, den man sich wünschen kann.“

### Einspielergebnis
Bei Produktionskosten in Höhe von 28 Millionen US-Dollar konnte der Film in den Kinos weltweit rund 133,3 Millionen US-Dollar einspielen. Allein in den USA spielte der Film rund 70,3 Millionen US-Dollar ein. In Deutschland verzeichnet der Film 405.087 Besucher, womit er sich auf Platz 72 der Jahres-Charts 2016 befindet. Die Einnahmen in den deutschen Kinos betrugen rund 3,4 Millionen Euro.

### Einsatz im Unterricht
Im Januar 2016 wurde The Big Short von kinofenster.de als „Film des Monats“ präsentiert. Zudem bietet das Onlineportal Materialien zum Film für den Unterricht. Dort schreibt Friederike Horstmann, die schiere Menge an visuellen und akustischen Informationen im Film sei eine Herausforderung für sich und könne es den Zuschauenden erschweren, das komplexe Anleihengeschäft zu durchdringen. Dennoch wolle der Film den Fachjargon und die Bilanzierungsmethoden der Banker verständlich machen, so Horstmann weiter: „Auch weil auf dem Finanzmarkt für minderwertige Hypotheken oft unverständliche Abkürzungen benutzt werden. Dafür wählt McKay einen humorvoll-didaktischen Ansatz.“

### Auszeichnungen
- Hollywood Film Awards 2015: Hollywood Breakthrough Award – Breakthrough Directing (Adam McKay)
- National Board of Review Awards 2015: Bestes Schauspielensemble
- Satellite Awards 2015: Auszeichnung als Bester Nebendarsteller (Christian Bale)[30]
- Satellite Awards 2015: Nominierung als Bester Film[31]
- Critics’ Choice Awards 2016: Auszeichnung als Beste Komödie, für das Beste adaptierte Drehbuch (Charles Randolph und Adam McKay) und Bester Schauspieler in einer Komödie (Christian Bale). Zudem Nominierungen in den Kategorien Bester Film, Bestes Schauspielensemble, Bester Schnitt (Hank Corwin) und eine weitere Nominierung in der Kategorie Bester Schauspieler in einer Komödie (Steve Carell)[32][33]
- Golden Globe Awards 2016: Nominierung als Bester Film – Komödie oder Musical
- Golden Globe Awards 2016: Nominierungen als Beste Hauptdarsteller – Komödie oder Musical (Christian Bale und Steve Carell)
- Golden Globe Awards 2016: Nominierung für das Beste Drehbuch (Charles Randolph und Adam McKay)[34][35]
- Preis der Producers Guild of America 2015: Auszeichnung als Bester Kinofilm[36]
- 66. Eddie Awards der American Cinema Editors: Nominierung in der Kategorie Bester Filmschnitt – Komödie oder Musical[37]
- AACTA International Awards 2016: Nominierung als Bester Film
- AACTA International Awards 2016: Nominierung für Beste Regie (Adam Mackay)
- AACTA International Awards 2016: Nominierung als Bester Hauptdarsteller (Steve Carell)
- AACTA International Awards 2016: Nominierung als Bester Nebendarsteller (Christian Bale)[38]
- BAFTA-Awards 2016: Auszeichnung für das Beste adaptierte Drehbuch (Adam McKay und Charles Randolph)
- BAFTA-Awards 2016: Nominierung als Bester Film
- BAFTA-Awards 2016: Nominierung als Bester Regisseur (Adam McKay)
- BAFTA-Awards 2016: Nominierung als Bester Nebendarsteller (Christian Bale)
- BAFTA-Awards 2016: Nominierung für den Besten Schnitt (Hank Corwin)[39]
- Oscarverleihung 2016: Nominierung als Bester Film
- Oscarverleihung 2016: Nominierung als Bester Regisseur (Adam McKay)
- Oscarverleihung 2016: Nominierung als Bester Nebendarsteller (Christian Bale)
- Oscarverleihung 2016: Ausgezeichnet für das Beste adaptierte Drehbuch
- Oscarverleihung 2016: Nominierung für den Besten Filmschnitt[40]
- MTV Movie Awards 2016: Nominierung als Bester Film, der auf einer wahren Geschichte basiert[41]

## Soundtrack
Der Soundtrack zum Film stammt von Nicholas Britell, wurde am 11. Dezember 2015 veröffentlicht und umfasst 23 Lieder.
1. Boring Old Banking
2. Lewis Ranieri
3. America’s Number One Industry
4. Glass Eye
5. Mouseclick Symphony Mvmt 1
6. Does It Make You Bored
7. The Dopeness
8. I Love My Job
9. Gully
10. Truth Is Like Poetry
11. Jamie & Charlie & the Sec Girl
12. Shorting the Aa
13. Vegas
14. Neptune
15. Redemption at the Roulette Table
16. I Offered Him Money
17. Restricting Withdrawals
18. New Century
19. To Kathy’s Office
20. 15 Billion
21. I Say When We Sell
22. Smells Like Sheep
23. The Big Short Piano Suite

## Synchronisation
Der Film wurde von der Interopa Film GmbH synchronisiert. Das Dialogbuch stammt von Sven Hasper. Die Dialogregie übernahm Antonia Ganz.
| Rolle           | Darsteller       | Synchronsprecher  |
| --------------- | ---------------- | ----------------- |
| Michael Burry   | Christian Bale   | David Nathan      |
| Mark Baum       | Steve Carell     | Uwe Büschken      |
| Jared Vennett   | Ryan Gosling     | Tommy Morgenstern |
| Ben Rickert     | Brad Pitt        | Tobias Meister    |
| Jamie Shipley   | Finn Wittrock    | Roman Wolko       |
| Cynthia Baum    | Marisa Tomei     | Katrin Zimmermann |
| Danny Moses     | Rafe Spall       | Tobias Nath       |
| Porter Collins  | Hamish Linklater | Marcel Collé      |
| Dan Detone      | Al Sapienza      | Ronald Nitschke   |
| Lawrence Fields | Tracy Letts      | Bodo Wolf         |
| Vinnie Daniel   | Jeremy Strong    | Nick Forsberg     |